# Giovanni da Rimini

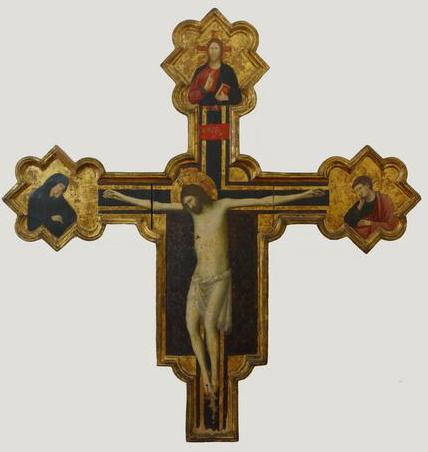
Giovanni da Rimini, Kruzifix, Museo della Città „Luigi Tonini“, Rimini

Giovanni da Rimini († vor 1338) war ein italienischer Maler des Mittelalters, der zwischen dem Ende des 13. und dem Beginn des 14. Jahrhunderts in Rimini tätig war.

## Leben
Giovanni war Sohn von Martino; auf der Grundlage von Zeugnissen, die sich hauptsächlich auf Landinvestitionen beziehen, stellt Delucca die Hypothese einer zumindest zeitweise ausgeübten Doppeltätigkeit als Maler und Landwirt auf und konnte gleichzeitig nachweisen, dass Giovanni, Zangolo und Giuliano, die Söhne eines gewissen Martino, derselben Familie angehörten, die sich der Malerei widmete. Das erste Dokument, das dies belegt, stammt vom 22. März 1292, dem Tag, an dem Iohannes pictor suo nomine et fratrum mit drei Paar Kapaunen den Erbpachtzins für die letzten drei Jahre für ein Stück Land bezahlte, das dem Hospital von Sankt Lazarus in der Pfarrei Sankt Ermete gehörte.
Von Giovanni sind weder sein Geburts- noch sein Sterbedatum bekannt. Dokumentiert sind seine Malerarbeiten zwischen 1292 und 1309. Giovanni war einer der Begründer der so genannten Rimineser Schule, der Stadt, in der Giotto einige Jahre lang tätig war. Die von Giotto eingeführten Neuerungen hatten einen unmittelbaren Einfluss auf die lokalen Künstler, wie das Kruzifix von Giovanni da Rimini aus dem Jahr 1309 in der Kirche San Francesco in Mercatello sul Metauro beweist, das sich eng an Giottos Modell anlehnt. Giorgio Vasari selbst zählte ihn zusammen mit Ottaviano da Faenza und Guglielmo degli Organi zu den besten Nachfolgern Giottos überhaupt.

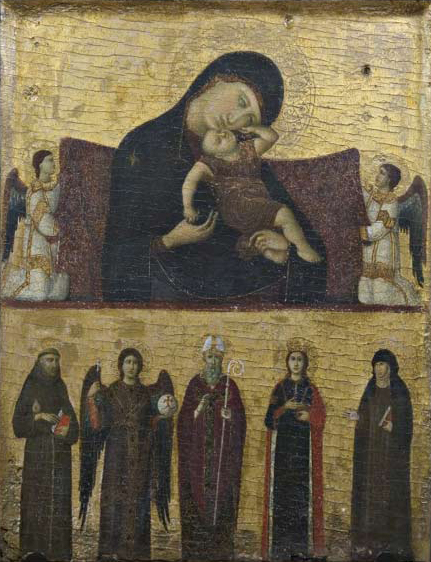
Giovanni da Rimini, Madonna mit Kind, zwei Engel und die Heiligen Franziskus, der Erzengel Michael, Augustinus, Katharina und Klara, Pinacoteca Comunale di Faenza

## Werke
- Madonna mit Kind und fünf Heiligen, Städtische Kunstgalerie von Faenza
- Kruzifix, Museo della città di Rimini, Rimini
- Kruzifix, signiert und datiert 1309 oder 1314, Kirche San Francesco di Mercatello sul Metauro (Pesaro und Urbino);
- Sechs Geschichten von Christus, Palazzo Barberini, Galleria Nazionale d’Arte Antica, Rom, bereits Teil eines Diptychons mit Geschichten der Jungfrau und anderer Heiliger, National Gallery, London (Geschenk von Leonard Lauder; ehemals Northumberland-Sammlung, Alnwick Castle)
- Geschichten der Jungfrau, Fresken im Glockenturm der Kirche Sant’Agostino, Rimini.